# Nebria lacustris
Nebria lacustris är en skalbaggsart som beskrevs av Thomas Casey. Nebria lacustris ingår i släktet Nebria och familjen jordlöpare. Inga underarter finns listade i Catalogue of Life.